# Бумажный человек
«Бумажный человек» (англ. Paper Man) — американская драма, мелодрама 2009 года о профессиональных перипетиях в творческой жизни американского писателя. В главной роли — Джефф Дэниэлс.

## Сюжет
Главный герой Ричард Данн — писатель, который мечтает о том, чтобы его романы продавались большими тиражами и имели популярность, как и он сам. Но как бы он ни старался, спрос на его книжки невелик. Случайно он знакомится с одной школьницей юного возраста с Лонг-Айленда, которая неожиданно для него самого становится его другом.

## В ролях
- Джефф Дэниэлс — Ричард Данн
- Эмма Стоун — Эбби
- Райан Рейнольдс — Капитан Великолепный, вымышленный друг Ричарда
- Киран Калкин — Кристофер, вымышленный друг Эбби
- Лиза Кудроу — Клэр Данн
- Хантер Пэрриш — Брайс
- Арабелла Филд — Люси

## Премьеры
- Премьера состоялась в США 15 июня 2009 года на проходившем кинофестивале в Лос-Анджелесе
- 10 октября 2009 года, США, Международный кинофестиваль в Хэмптоне
- 26 марта 2010 года, США, Международный кинофестиваль в Кливленде
- 9 апреля 2010 года, США, Международный фестиваль во Флориде
- 23 апреля 2010 года фильм вышел в США в ограниченном прокате